# Karl Otto Paetel
Karl Otto Paetel (Berlín; 23 de noviembre de 1906-Nueva York; 4 de mayo de 1975) fue un político, filósofo y periodista alemán de ideología neopagana y nacional-bolchevique, siendo ideólogo de esta última.
Para inicios de 1933 fue miembro de la resistencia antinazi.
Representó por mucho tiempo como una importante figura nacional revolucionaria que intentaba sintetizar el nacionalismo alemán con el marxismo soviético.

## Biografía

### Primeros años
Karl Otto Paetel nació el 23 de noviembre de 1906 en Berlín.Era hijo de una familia de clase media berlinesa, siendo su padre un bibliotecario, por lo que desde joven tuvo un intenso interés en la literatura desde joven.Desde joven comenzó a integrarse en distintos grupos juveniles alemanes de índole nacionalista, apreciando sobre todo la camaradería en estas organizaciones. Asistió a la Siemens-Oberrealschule, donde se involucró en el grupo juvenil Köngener Bund. Más tarde, estudió en la Universidad Friedrich-Wilhelm de Berlín, la cual el se matrícula en 1928.
En su vida universitaria estudió filosofía e historia con la intención de volverse un profesor. Paetel tuvo un enfrentamiento con el gobierno de la República de Weimar, en donde sería arrestado por las autoridades alemanas tras participar en una protesta estudiantil contra el Tratado de Versalles, lo que le llevaría perder su beca y su posterior expulsión de la universidad.
Paetel participó en el Movimiento Juvenil Alemán y pertenecía a la organización juvenil etnonacionalista Bündische Jugend. Llegó a la religiosa Asociación Köngener a través de un grupo protestante. Aquí fundó en 1925 un grupo local en Berlín-Charlottenburg. La Asociación Köngener se unió al importante movimiento juvenil nacionalista el Deutsche Freischar en 1926 junto con otras asociaciones. Paetel fue expulsado del Freischar en 1930 debido a un artículo anónimo en la revista Die Comenden, que criticaba duramente la firma de Paul von Hindenburg en el Plan Young.
Como miembro del Deutsche Freischar, formó parte del ala "nacionalrevolucionaria" del mismo, que estaba influenciada por Ernst Jünger, Ernst Niekisch y August Winnig que intentaba sintetizar el nacionalismo alemán con ideas revolucionarias. El nacionalismo revolucionario de Paetel comenzó a radicalizarse, agregando un fuerte anticapitalismo y una abierta simpatías al comunismo, a Lenin y como de formar una alianza entre nacionalistas y el que consideraba a su aliado natural: la clase obrera.
En mayo de 1930, un Paetel cada vez más radical abrazaría el socialismo queriendo crear un socialismo nacional que combinase el pangermanismo, el nacionalismo alemán, el antiimperialismo y la democracia soviética. Estuvo en estrecho contacto con el movimiento juvenil socialista, publicó las revistas Political Magazine Show y Das Junge Volk y se opuso tanto a la democracia burguesa de la República de Weimar como al Partido Nazi.

### En la política
Entre finales de 1929 e inicios de 1930, estableció el Arbeitsring Junge Front, un grupo informal compuesto por jóvenes de distintas ideologías quienes proponían unir a la extrema izquierda alemana con la derecha radical conservadora. En ese mismo período, mantuvo una estrecha amistad con el destacado escritor nacionalista Ernst Jünger, quien en 1930 le daría empleo como editor en jefe de la revista nacionalrevolucionaria Die Kommenden.
En diciembre de 1930, tras llegar con acuerdos con distintas organizaciones nacionalrevolucionarias se fundaría el Grupo de Nacionalistas Social-Revolucionarios, una organización socialista, nacionalista y prosoviética que sería la única organización en toda Alemania en expresarse abiertamente como «nacionalbolchevique». En 1931 se publicó el órgano oficial del grupo, la revista Die Sozialistische Nation.
La relación entre el GSRN y el Partido Comunista de Alemania era compleja. Aunque abiertamente simpatizante con la Unión Soviética, el GSRN no mantuvo un interés inicial con el KPD, esto cambiaría cuando en septiembre el Partido Comunista publicaría su nuevo programa, llamado «Programa para la Liberación Nacional y Social del Pueblo Alemán» donde se usaba un lenguaje nacionalista que cambió la perspectiva de Paetel hacía el KPD.
Desde ese momento, Paetel y sus camaradas observaron como el KPD, dirigido por Ernst Thälmann estaba llevando hacía una deriva nacionalbolchevique, por lo que el GSRN se volvería un firme aliado de los comunistas. Paetel y su grupo se volvieron aliados del KPD, apoyándolo en las elecciones, distribuyendo su propaganda, participando en mítines y hasta uniéndose a organizaciones afiliadas al KPD como Acción Antifascista. Entre marzo y abril de 1932, Paetel y el GSRN apoyaron públicamente a Thälmann en las elecciones presidenciales.
El KPD, también ayudó al GSRN, financiado y ayudando a distribuir su propaganda como el Die Sozialistische Nation. El GSRN terminaría volviéndose un grupo de ideología nacionalbolchevique, al mismo tiempo que comenzó a aceptar el marxismo y conceptos de este como la lucha de clases.
Pero aunque hasta el final el GSRN fue procomunista y aliado del KPD, tanto Paetel y su grupo quisieron mantener una independencia de este, por lo que a finales de 1932 había intentado organizar un Partido Nacional Comunista que competiese en las elecciones de noviembre de 1932, fallando al carecer mano de obra y al no poder difundir lo suficiente sus ideas.
Tras haberse convertido al marxismo, Paetel decidió comenzar a escribir un manifiesto que funcionara como segundo intento de fundar un partido nacionalcomunista. En ese momento la Gran Depresión estaba dejando en un caos político a toda Alemania, el Partido Nazi perdía apoyo y el KPD arrasaba las elecciones, aunque sufriendo peleas internas entre distintas facciones.
El 30 de enero de 1933, mismo día en que Adolf Hitler llega al poder, Paetel termina su más grande obra, el Manifiesto Nacional Bolchevique el cual publicaría en Die Sozialistische Nation. En el manifiesto, Paetel proponía fundar un Partido Nacional Bolchevique que volviese a Alemania en un estado socialista, regido por consejos de obreros, aliado con la Unión Soviética tanto militar, económica y políticamente, el formar una alianza con el KPD y luchar por igual contra el fascismo, el nazismo y el capitalismo.
La llegada de Hitler al poder impidió una gran difusión del Manifiesto Nacional Bolchevique, siendo muchas de sus copias trituradas o censuradas y se le impediría a Paetel volver a escribir bajo amenaza. Tras el incendio del Reichstag, el GSNR sería ilegalizado junto con sus publicaciones.

### Persecución y exilio
Edita varias publicaciones contrarias al régimen de la Alemania nazi, por lo que su nombre estaría en la lista negra en la Noche de los Cuchillos Largos y tras ser acusado de traición tendría que exiliarse a Checoslovaquia en 1935, viviendo en Praga, ciudad donde trabajó.
Viaja de Praga a París, volviéndose una figura de la oposición alemana en Francia tras pasar por Suecia. Fundó un nuevo grupo, Grupo de la Nación Socialista donde mantendría contacto con figuras exiliadas del nazismo. Formó parte de la Resistencia antinazi y en 1937 mantuvo contacto con el conservador revolucionario Ernst Niekisch y el espía comunista de la Orquesta Roja Harro Schulze-Boysen.
En 1939, unos meses antes del inicio de la Segunda Guerra Mundial, organizó una conferencia de 14 días en París con exmiembros de las Juventudes Hitlerianas. En 1940 su casa se volvió un importante centro de resistencia, donde Paetel difundiría escritos nacional-revolucionarios. Paetel organizó grupos juveniles de resistencias antifascistas de jóvenes entre 17 a 22 años.
Tras ser detenido por la Policía francesa en mayo de 1940, comenzó efectuar su fuga a través del sur de Francia, se traslada a España, y luego a Nueva York. Una vez en territorio estadounidense se dedicó al estudio, al periodismo y a la escritura. Allí retomó sus actividades periodísticas y trabajó como corresponsal. En 1943 se casó con su prometida Elisabeth Zerner. Después de la guerra, editó la revista Deutsche Gegenwart y escribió sobre Ernst Jünger. Hay que destacar que fue condenado a muerte in absentia por los tribunales nazis en su país natal.
Sus trabajos durante las décadas de 1950 y 1960 se basaron en un estudio sobre la Alemania nazi, publicando trabajos como El Orden Negro: la fase final del nacional-socialismo; El contraestado de las SS (1955) o detallando el movimiento de resistencia alemán en contra del nazismo, incluyendo su experiencia personal.
También comenzó analizar el movimiento socialista y sindical en los EE. UU. Fue simpatizante del nacionalismo negro y de la Nueva Izquierda estadounidense, llegando a comentar sobre esos movimientos en la década de 1960.

### Muerte
Karl Otto Paetel murió el 4 de mayo de 1975, con 68 años de edad, en la ciudad de Forest Hills (distrito de Queens), a 14 km al este del centro de Nueva York, en la misma isla de Long Island.
Su tumba se encuentra en la aldea de Wendershausen, al pie del Burg Ludwigstein (el castillo Ludwigstein), 352 km al oestesuroeste de Berlín, en su natal Alemania.